# Oleg Dmitrijewitsch Saprykin
Oleg Dmitrijewitsch Saprykin (russisch Олег Дмитриевич Сапрыкин; * 12. Februar 1981 in Moskau) ist ein ehemaliger russischer Eishockeyspieler, der 2009 mit der russischen Nationalmannschaft Weltmeister wurde.

## Karriere
Saprykin begann seine Karriere beim HK ZSKA Moskau, bevor er beim CHL Import Draft 1998 von den Seattle Thunderbirds in der ersten Runde als insgesamt 22. Spieler gezogen wurde. Daraufhin wechselte er nach Nordamerika und spielte zwei Jahre im Nordosten der Vereinigten Staaten. Beim NHL Entry Draft 1999 wurde er in der ersten Runde an elfter Stelle von den Calgary Flames ausgewählt. Insgesamt spielte er ab 2000 gut vier Jahre für die Flames, bevor er am 26. August 2004 zusammen mit Denis Gauthier zu den Phoenix Coyotes getauscht wurde. Diese gaben hierfür Daymond Langkow zu den Flames ab.

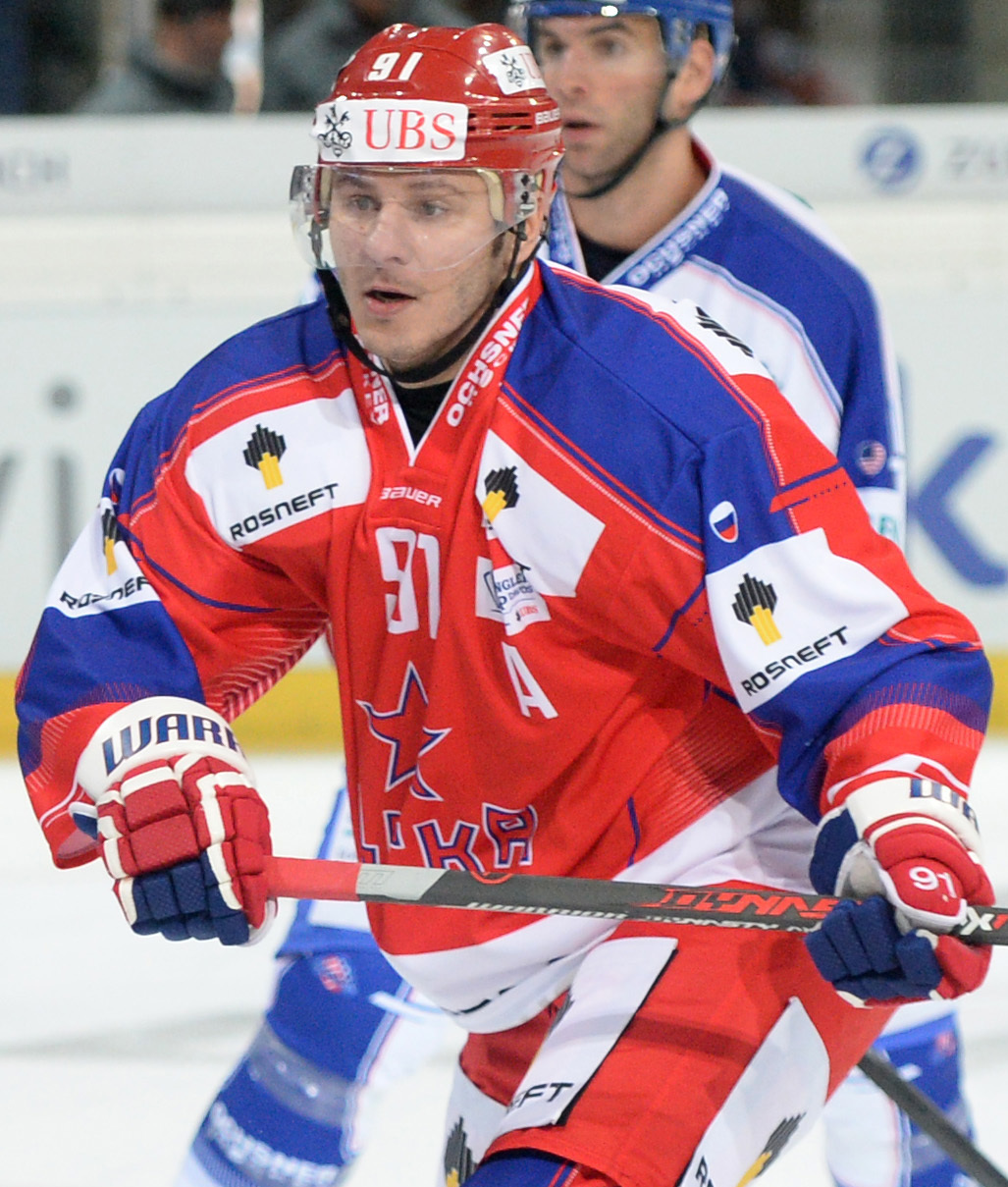
Oleg Saprykin (2013)

Am 27. Februar 2007 wurde er zusammen mit einem Siebtrunden-Draft gegen einen Zweitrunden-Draft aus dem NHL Entry Draft 2007 zu den Ottawa Senators getauscht. 
Die Lockout-Saison 2004/05 verbrachte er ebenfalls in seiner Heimat bei HK ZSKA Moskau. Zwischen 2007 und 2009 spielte er für ZSKA Moskau, bevor er im Sommer 2009 vom HK Dynamo Moskau verpflichtet wurde. Anfang Dezember 2009 wurde er im Tausch gegen Igor Makarow an SKA Sankt Petersburg abgegeben.
Im Juli 2010 wechselte er innerhalb der KHL zu Salawat Julajew Ufa und gewann mit seinem neuen Team 2011 den Gagarin-Pokal. Nachdem seine Scorerwerte in der Saison 2012/13 deutlich zurückgegangenen waren, erhielt er anschließend keinen neuen Vertrag in Ufa und kehrte im Juni 2013 zum ZSKA Moskau zurück. Aber auch beim ZSKA konnte er nicht an alte Leistungen anknüpfen und erhielt daher am Ende der Saison 2013/14 keine Vertragsverlängerung. Im Juni 2014 wurde er vom neu gegründeten KHL-Teilnehmer HK Sotschi verpflichtet, aber schon im November des gleichen Jahres aus seinem Vertrag entlassen. Anschließend war er vereinslos, ehe er im August 2015 von Awtomobilist Jekaterinburg verpflichtet wurde. Im November 2015 wurde er aus dem geschlossenen Vertrag entlassen. Die Saison beendete er dann wieder bei Salawat Julajew Ufa. Anschließend beendete er seine aktive Laufbahn.

### International
Mit der russischen Nationalmannschaft nahm er an den Weltmeisterschaften 2003 und 2009, als er mit der Sbornaja Weltmeister wurde, teil.

## Erfolge und Auszeichnungen
- 1999 WHL West Second All-Star Team
- 2000 WHL West Second All-Star Team
- 2009 KHL All-Star Game
- 2009 Goldmedaille bei der Weltmeisterschaft
- 2011 Gagarin-Pokal-Gewinn mit Salawat Julajew Ufa

## Statistik
(Stand: Ende der Saison 2015/16)